# Заслужений юрист Республіки Білорусь
«Заслужений юрист Республіки Білорусь» — почесне звання.

## Порядок присвоєння
Присвоєння почесних звань Республіки Білорусь здійснює Президент Республіки Білорусь. Рішення щодо присвоєння 
державних нагород оформляються указами Президента Республіки Білорусь. Державні нагороди,в тому числі
почесні звання, вручає Президент Республіки Білорусь або інші службовці за його вказівкою. Присвоєння почесних 
звань РБ відбувається в урочистій атмосфері. Державна нагорода РБ вручається нагородженому особисто. У випадку
присвоєння почесного звання РБ з вручення державної нагороди видається посвідчення.
Особам, удостоєнних почесних звань РБ, вручають нагрудний знак.
Почесне звання «Заслужений юрист Республіки Білорусь» присвоюється високопрофесійним юристам, які бездоганно
працюють в державних органах, адвокатурі, закладах освіти, науково-дослідних та інших організаціях за спеціальністю
п'ятнадцять і більше років і мають великі заслуги у забезпеченні дотримання законості та зміцненні правопорядку, охороні прав і законних інтересів громадян, формуванні правової держави, розвитку юридичних наук, підготовці
законодавчих та інших нормативно-правових актів Республіки Білорусь.